# Cartman hihetetlen képessége
A Cartman hihetetlen képessége (Cartman's Incredible Gift) a South Park című animációs sorozat 124. része (a 8. évad 13. epizódja). Elsőként 2004. december 8-án sugározták az Egyesült Államokban.
Egy baleset után Eric Cartman úgy véli, paranormális képességekre tett szert és részt vesz egy rendőrségi nyomozásban, melyben egy sorozatgyilkost üldöznek. Az epizód érdekessége, hogy a sorozat kezdetei óta szereplő Vackor néni, az iskolai busz vezetője ebben a részben látható utoljára. Az epizód A holtsáv című sorozatot parodizálja ki.

## Cselekmény
|  | Alább a cselekmény részletei következnek! |

Eric Cartman megpróbál repülni, ezért kartonpapírokat ragaszt a karjaira, majd leugrik egy háztetőről. Természetesen a terve nem válik be, így lezuhan, majd két nap kóma után a kórházban ébred fel, ahol egy kórterembe kerül a balkezes sorozatgyilkos egyik áldozatával (a gyilkos onnan kapta nevét, hogy minden áldozatának levágja a bal kezét). A kórházban Harrison Yates őrmester együgyű módon azt hiszi, a balesetnek köszönhetően Cartmannek különleges látnoki képessége lett, ezen felbuzdulva elviszi őt a gyilkosságok helyszínéhez. Cartman első látomása után – melyben egy pilótakeksznek a tetejét leszedik, aztán egy másik alját tapasztják hozzá – a rendőrség brutálisan összeveri és letartóztatja Tom Johannsent, a város cukrászát, Ericnek pedig 100 dollárt adnak szolgálataiért.
A gyilkosságok folytatódnak, de a rendőrök azt hiszik, egy új gyilkos másolja az előzőt. Az egyik helyszínen Kyle Broflovski találkozik Michael Deats-el, egy rendkívül bizarr viselkedésű emberrel, és hamarosan megbizonyosodik arról, hogy ő a valódi gyilkos. Cartmant ezalatt egy csapat igazi pszichozsaru látogatja meg, akik a pénzének 10%-át követelik. A döntetlennel végződő „telekinetikus agycsatát” követően Cartmannek sikerül félreállítania őket.
Kyle természetesen tudja, hogy Cartmannek semmilyen különleges képessége sincsen, de bármennyire is próbálkozik, a rendőrök nem hisznek neki. Ezért úgy dönt, Cartmanhez hasonlóan ő is leugrik egy háztetőről. A kórházban a rendőrök meglátogatják a lábadozó Kyle-t (mivel azt hiszik a balesete miatt neki is különleges képességei lettek), ahol Kyle pontos leírást ad nekik Deatsről. Cartmant időközben Deats elrabolja, aki nagyon dühös, mivel Cartman hamis látomásainak köszönhetően mások vitték el helyette a gyilkosságokat. Deats odakötözi Cartmant egy székhez és különböző unalmas diaképeket vetít neki a korábbi kirándulásairól.
A rendőrök kiérkeznek Michael Deatshez, ahol Yates egy levágott kezekkel teli termet talál. De – mivel a kezek fordítva voltak felszögezve a falra – az együgyű Yates jobb kezeknek hiszi őket, ezért elnézést kér Deatstől a zavarásért és távozik. Rengeteg analizálás, elemzés és tesztelés után Yates végre megfordítja a kezet és rájön, hogy Deats az igazi tettes. Ő éppen megölni készül Cartmant, ám ekkor megjelennek a rendőrök és egy gyors akcióban végeznek a sorozatgyilkossal.
A kórházban Mr. Johannsen és Yates megköszöni Kyle-nak a segítséget. Azonban Kyle elmagyarázza nekik, hogy pszichozsaruk nem léteznek, mindennek van logikus magyarázata. A pszichozsaruk Kyle kórtermében megvívják a végső ütközetet Cartmannel. Mikor azonban Kyle rájuk kiabál, hogy hagyják abba, a villanykörték rejtélyes módon kiégnek és néhány elektronikai szerkezet is leesik a polcról. A többiek megdöbbennek, de a zavart Kyle szerint erre is kell lennie valamilyen logikus magyarázatnak.